# L'Alis
L'Alis est un navire océanographique lancé en 1987 aux chantiers navals Piriou, propriété de la flotte océanographique française et utilisé principalement par l'IRD, dans le Pacifique sud.

## Alis
L'Alis est un navire de recherche scientifique polyvalent de 29 mètres de long, inauguré en 1987 et immatriculé à Brest ; il opère cependant dans le Pacifique sud, depuis Nouméa, en Nouvelle-Calédonie, essentiellement pour le compte de l'Institut de recherche pour le développement (IRD). 
Le navire est propriété de la flotte océanographique française. Il est armé par le GIE Genavir, également armateur des navires de l’Ifremer et de ceux de l'IRD.

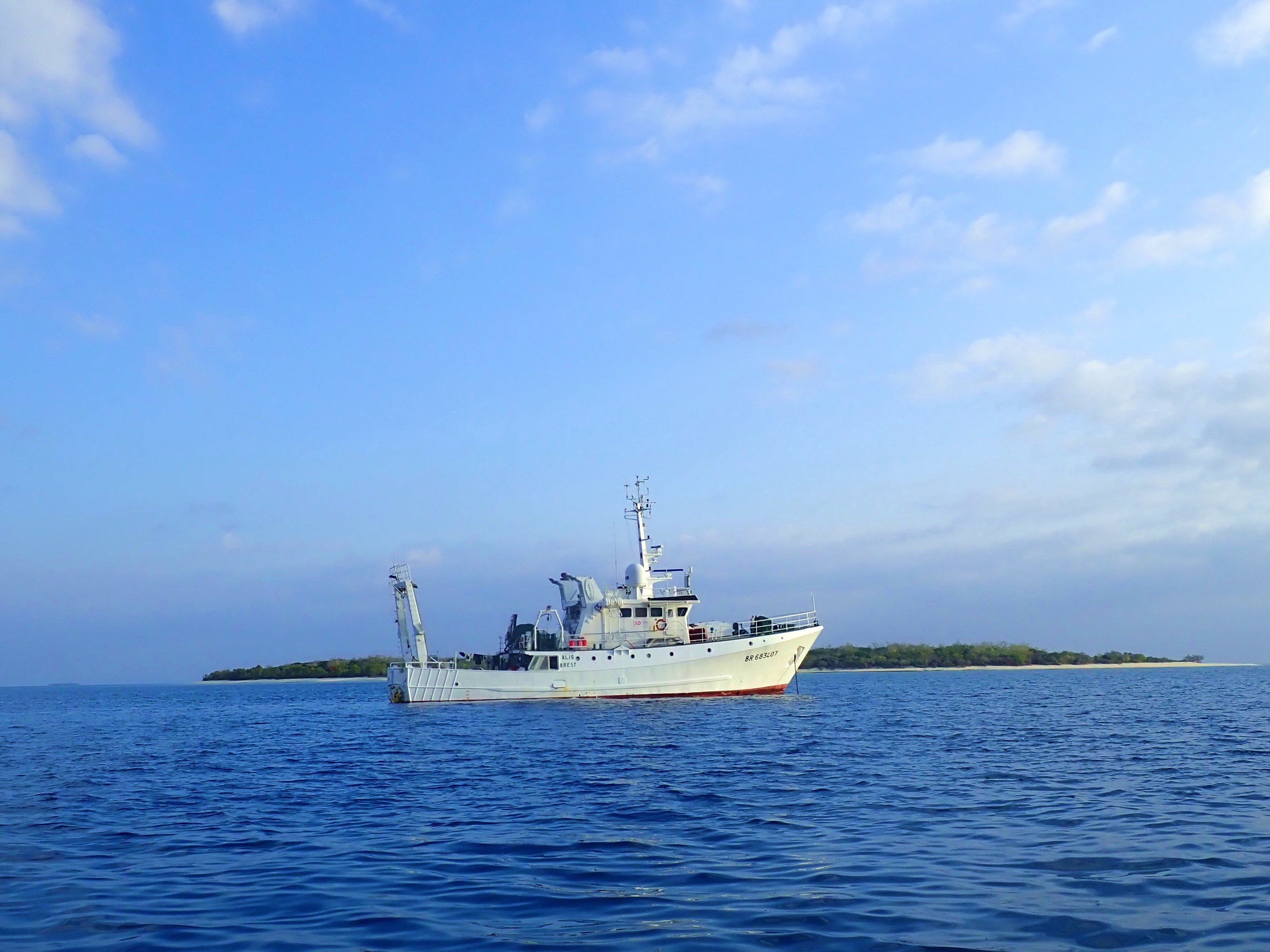
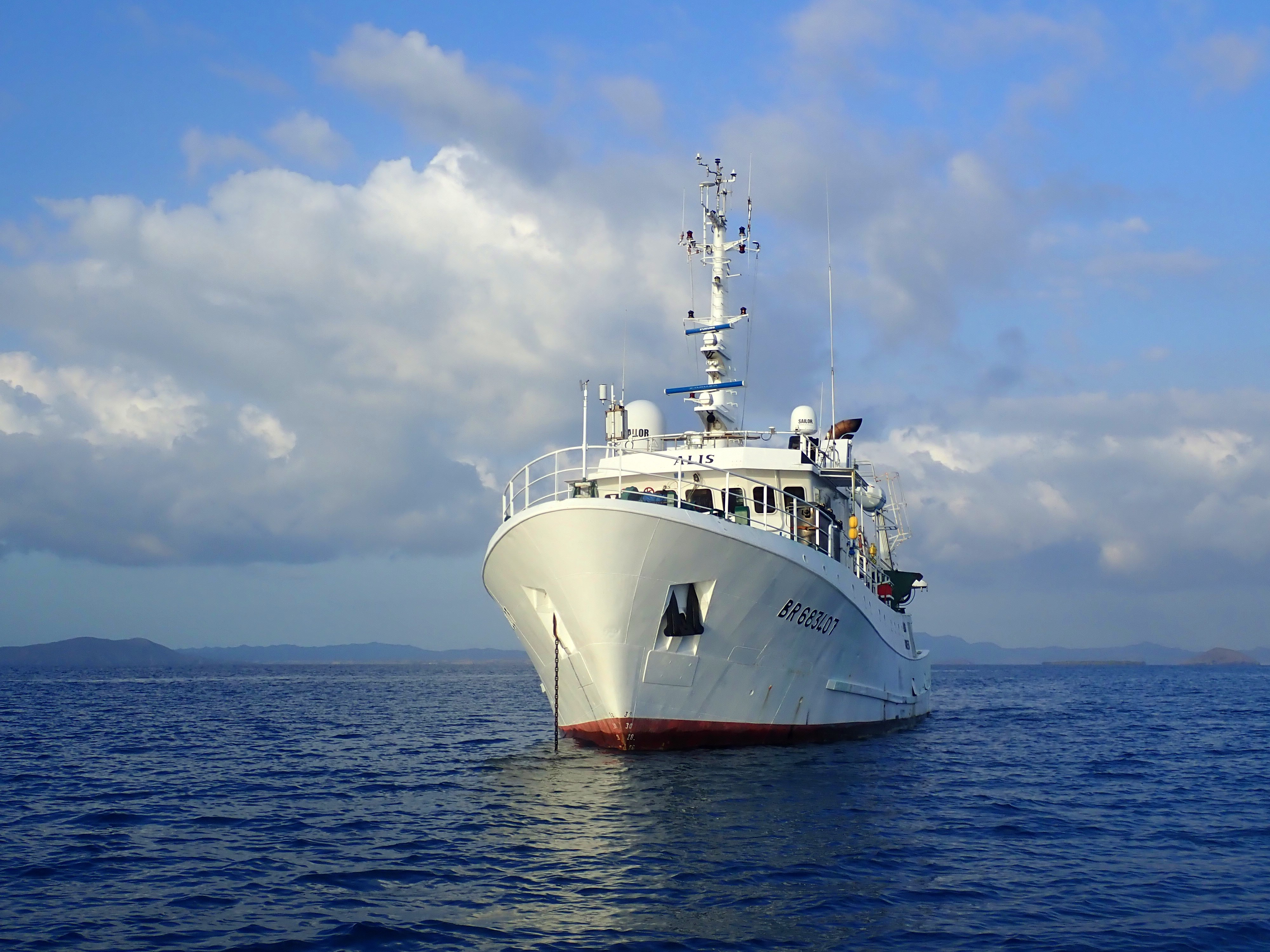

### Missions
Basé à Nouméa (Nouvelle-Calédonie), il opère dans l'océan Pacifique Sud-Ouest de la Polynésie française à la Papouasie-Nouvelle Guinée.
Il réalise des missions océanographiques en physique, biologie, halieutique, exploration de la colonne d’eau, et cartographie sous-marine.
Il est également équipé d'un compresseur qui lui permet d'embarquer des plongeurs sous-marins en autonomie.

### Armement et équipement
Propulsion
Moteur de propulsion diesel Pu / Power (BHP) = 800 ch/589 kW, Vmax = 1350 tr/min. 
Propulseur d'étrave 55 ch. 
Puissance électrique : tensions : 380 / 220 / 24 kVA : 120—3 phases ; 50 Hz. 
| Apparaux de pont - Treuil de pêche (x2) BOPP, câble 1500 m, 5 t - Treuil de dragage hydraulique BOPP , câble 4000 m, 5 t, diamètre 14 mm - Enrouleur de filet hydraulique BOPP, vol : 2 m3 - Treuil vire-lignes BOPP, traction 1 t - Treuil hydrologie, 1000 m, 1 t, diamètre 6,45 mm - Treuil bathysonde câble électroporteur BOPP, longueur 5400 m, diamètre 10,8 mm - Treuil de manœuvre BOPP, 80 m, 5 t - Plateforme de carottage pour carottier à pistons - Embarcation - Container de 10 pieds - Compresseur de plongée. | Équipements scientifiques - Sondeur multifaisceaux - Sondeur de la colonne d'eau - Capteurs de chalut SCANMAR - Courantomètre doppler, ADCP - Thermosalinomètre - Bathythermographe - Centrale météo : Batos - Météo France - Chalut de fond - Chalut pélagique - Chalut micronecton - Chalut à plancton - Drague | Équipements de navigation - Horloge : ACEB Sofy M90 - Radars : Furuno FAR Gyrocompas : 2 x TSS meridian surveyor - GPS - Loch : double axe - SMDSM : Sailor zone A3 - Pilote automatique : 1 Anschutz NP60 et 1 Simrad AP50 - AIS : AIS debeg 3400 - Sondeurs de navigation : 1 Furuno FCV1100L |

### Personnels
1. Commandant
2. Second Capitaine
3. Lieutenant
4. Chef mécanicien
5. Second mécanicien
6. Maître d’équipage
7. Maître de manœuvre
8. Chef de bordée
9. Deux matelots
10. Ouvrier mécanicien
11. Chef cuisinier
12. Maître d'hôtel

À ces membres d'équipage viennent se rajouter jusqu'à six scientifiques ou techniciens.

## Capitaines
- Pierre Furic
- Michel le Boulch
- Hervé le Houarno
- Hervé Riou
- Raymond Proner
- Jean-François Barazer
- Loïc Provost
- Frédéric Rannou (depuis 2015)